# Daramutu
Il Daramutu è un gioco da tavolo astratto della famiglia dei mancala. È un gioco tradizionale nello Sri Lanka, dove viene giocato esclusivamente dalle donne. Fu descritto per la prima volta nel 1909, dal ricercatore Henry Parker, che rimase particolarmente colpito dalla velocità con cui le donne srilankesi lo giocano.

## Regole

### Tavoliere e disposizione iniziale
Il tavoliere da Daramutu (detto olinda-puruwa) è costituito da 2 file di 7 buche. Ogni giocatore controlla la file di buche più vicina a sé. La maggior parte dei tavolieri tradizionali sono dotati di due buche aggiuntive in cui vengono deposti i pezzi catturati. Inizialmente, quattro pezzi vengono piazzati in ogni buca. I pezzi utilizzati sono solitamente semi di Abrus precatorius.

### Turno
Al proprio turno, il giocatore preleva tutti i semi da una delle sue buche e li semina nelle buche adiacenti. La semina prende il nome di ihinawa. Il primo giocatore di turno decide se seminare in senso orario o antiorario, e a tale scelta si devono poi attenere entrambi i giocatori per tutta la partita.
Se l'ultimo seme cade in una buca che contiene almeno 3 semi, la semina prosegue a staffetta. Se l'ultimo seme cade in una buca vuota, o una buca con un solo seme (chiamata puta, "figlio") o una buca con due semi (chiamata naga, "figlia"), e la buca antistante non è vuota, i semi contenuti in tale buca vengono catturati. La cattura (detta innawa) può avvenire in una qualsiasi delle file.

### Conclusione del gioco
Il gioco termina quando un giocatore non è più in condizione di muovere. I semi restanti vengono catturati dall'avversario, e vince chi ha catturato più semi.